# らぶドル 〜Lovely Idol〜
『らぶドル 〜Lovely Idol〜』（らぶドル ラブリーアイドル）は、マネージャーである主人公と女性芸能人（アイドル）を描いた雑誌企画のイラストノベルを中心とするメディアミックス作品。『マジキュー』（エンターブレイン）連載の読者参加企画が原作で、同誌の前身『マジキュー・プレミアム』創刊号で2001年に連載が始まり、一時中断を経て2006年4月発売のVol.26より連載再開の後、2007年3月発売のVol.37まで連載された。

## 概要
『マジキュー・プレミアム』創刊号より連載された読者参加企画が原作。2005年4月にはプリンセスソフトよりゲームが発売され、2006年秋に第2部『らぶドル -New Lyrics-』を原作にアニメ化された。第2部『らぶドル -New Lyrics-』からは、Navelと株式会社（元有限会社）オメガビジョンの関連商品となっている。メンバーは、美少女キャラの雑誌企画でも多い18人まで増えている。

### スタッフ
- キャラクターデザイン：西又葵
- シナリオ：叶晃紀（第1部）→あごバリア（第2部 -New Lyrics-）
- 連載漫画：香月稜『らぶドルSONG』

## 登場人物
智弘・美樹・瑠璃の「藤沢」という姓はドラマCD化に際して設定されたものである。原作の読者参加企画では、主人公であるマネージャーに決まった名前は無い。

### 事務所スタッフ
藤沢 智弘（ふじさわ ともひろ）
声 - 荻原秀樹（ゲーム版はボイスなし）
ゲーム、ドラマCDにおける主人公、芸能事務所スイートフィッシュプロダクション（以下SFP、作中に於ける略称も同じ）のマネージャー。姉に言われて（騙されて）アイドル達の面倒を見ることになるも、ゲーム版（第3期メンバー登場前）の時点でSFPマネージャー中担当芸能人は最多の12人（＝らぶドル）になっている。穏やかだが、恋愛に関してはかなりの鈍感でらぶドル達からの思いに気付かない。
藤沢 美樹（ふじさわ みき）
声 - 川崎恵理子
智弘の姉で上司、並びにSFPのチーフマネージャー。口より先に手が出るタイプで、何かあると智弘に手を上げる。しかし、姉であると共に上司として智弘を一番(?)心配しているのもまた彼女なのである。険悪というほどでもないが、智弘を巡って、妹の瑠璃と喧嘩をすることが多い。
真理子（まりこ）
声 - 竹間千ノ美
SFPの若い女社長。姓は不明。悪役を買ってでもアイドル育成に情熱と労力を惜しまない自他共に厳しい性格で、常に冷静沈着。ゲーム版・アニメ版を中心に姿が登場。元アイドルで芸能界に広い人脈を持つ。メールの差出人が名前のみであり、智弘宛の社用メールを覗いたらぶドルによって智弘の彼女と勘違いされたことがある。

### 第1期メンバー
日渡 あや（ひわたり あや）
声 - 川澄綾子
職業：歌手（ポップス）
メインヒロイン的位置付けのキャラクター。唄うことが大好きで、人に夢を与えたいと思いオーディションを受けた。人と争うのは嫌いなのだが、相手の意見が間違っていると思うと反論することもある。超が付くほどのブラコン（実兄が好き）、ドジ、天然ボケ、そして優柔不断である。運動神経が全くもって無く、手も不器用なため、編み物も苦手。智弘とは事務所所属前に出会っていたため、いつまで経っても「智弘さん、じゃなかったマネージャーさん」と呼んでしまい、さらには智弘を兄と重ね合わせて「お兄ちゃん」と呼んでしまうこともある。趣味はオルガン、カラオケ、洗濯。血液型A型、3月3日生まれ（魚座）。
アニメ第12話（TV最終回）では、3期生のデビューライブの司会を務めた。
有栖川 唯（ありすがわ ゆい）
声 - 野川さくら
職業：声優
自分以外の物になれるため声優オーディションを受けた。一人称はボク。杓子定規の自分が嫌い。他人との付き合いは苦手だが、親しい者にはとても人懐っこい。友人から貰ったお守りを大切にしており、これが手許に無いと自信を失う。最終的にはマネージャーもお守りになるようになった。趣味はネコグッズ集め（常にミルクとプリンという猫のぬいぐるみを持ち歩いている）、ネットサーフィン。血液型AB型、9月5日生まれ（乙女座）。
北条 美奈（ほうじょう みな）
声 - 福井裕佳梨→有島モユ
職業：歌手（ユニット）
双子ユニット：ショコラの姉。妹：知奈（後述）のやる気に引きずられて花嫁修業の一環として芸能界に入る。性格は至っておっとりしている天然ボケだが、礼儀作法については厳しい。あらゆる物事で知奈に依存する傾向があるが、一応本人はこれを気にしている。しかし、知奈が間違っていると思ったら引っぱたくこともする。ちなみにショコラの衣装はメイド服をモチーフとしており、通称「双子でメイド、奇跡のユニット」。趣味はフルート、お菓子づくり。血液型A型、12月26日生まれ（山羊座）。
ゲーム版では名前だけの登場だったショコラの執事・風間（後述）が、アニメ版で容姿が初公開された。
北条 知奈（ほうじょう ちな）
声 - 河合久美
職業：歌手（ユニット）
双子ユニット：ショコラの妹。名実共に完璧になろうと、アイドルのトップを目指すが少し強引で完璧主義なのは姉と対照的。よく些細なことでしずくと喧嘩をする。好きな人に素直になれないかなりのツンデレ。あゆみとは当初、犬猿の仲であったが、後に和解していいコンビとなる。しかし、しずくとはまだ喧嘩することが多い。趣味はヴァイオリン、ダンス、お菓子づくり。血液型O型、12月26日生まれ（山羊座）。
進藤 あゆみ（しんどう あゆみ）
声 - 仁後真耶子
職業：歌手（演歌）
父親が演歌好きで現在トラックドライバー、その影響で父の夢を継ごうとした。そのためか演歌に対する執着心は非常に強く、自分が演歌歌手であることや演歌その物を馬鹿にされると怒る。性格は竹を割った感じであるが、実は涙もろい。すぐ人にぶつかる短気な性格を智弘にたしなめられている。体力はかなりのもので、仕事中走りっぱなしなこともある。趣味は耳掻き集め、編物、カラオケ。ちなみにカラオケではマイクとリモコンを握りっぱなしで放さない。血液型B型、7月12日生まれ（蟹座）。
片桐 沙有紀（かたぎり さゆき）
声 - 浅川悠
職業：モデル
自分をもっと好きになったからモデルになろうとした。無口でマイペース。口数が少ないのでよく人に誤解される。「綺麗」と言われるより、「可愛い」と言われることを望んでいる。「ゼフィー」という愛犬がいる。バイクの免許持ちで、かなりのスピード狂。彼女のテリトリーの峠で彼女に勝てるライダーはいないらしい。時々変な冗談を言ったり、オヤジギャグで笑うなど、少しずれている一面もある。趣味は犬の散歩、刺繍（ただし周囲には知らせていない）。血液型B型、8月8日生まれ（獅子座）。

### 第2期メンバー
結城 瞳子（ゆうき とうこ）
声 - 桑谷夏子
職業：歌手（ポップス）
かつての大人気アイドル「結城はるか」（芸能界からは既に引退している）とそのマネージャーとの間に生まれた娘で、音楽に関する専門的知識がある。しかし、2世アイドルがゆえに親の七光り的な売れ方をするのは嫌なようである。挑発的で高飛車な一面があり、事務所の先輩である日渡あやをはじめ、テレビ番組やステージにおける共演者をライバル視している。しかし劇の台本に好きな人の名前を書いたり、蜘蛛が嫌いなど女の子らしい一面もある。人に頼ることを嫌うが、智弘だけにはそれを許した。趣味はヴァイオリン、ホラー映画鑑賞。血液型O型、10月29日生まれ（蠍座）。藍色の髪に白い大きなリボンをしている。
成瀬 雪見（なるせ ゆきみ）
声 - 望月久代
職業：声優
ナレーション学校の特待生経歴と総合的技術を併せ持つ。博愛主義だが独立心が強く、人見知りが激しい。演技力は相当なものなのだが、その性格ゆえに力を出し切れないことが多い。ウサギが大好きで、王子というウサギのぬいぐるみを持ち歩いており、慣れない相手とは王子を介して会話する。趣味は魚釣り（バスフィッシング）、詩を書くこと。家事全般得意。絵がとても苦手で、サインの書き方について常に悩んでいる、またマニアックな受け答えをしがちなことも悩みの一つである。血液型B型、2月9日生まれ（水瓶座）。
浅見 ひびき（あさみ ひびき）
声 - 小林晃子
職業：歌手（ユニット）
ユニット：ピッコロの1人、チャイドルとして同世代から人気が高い。行動派であり一箇所に落ち着くのが嫌い。智弘にプロレス技を掛けるのが大好き。子供番組だけでなく、スポーツ番組にも出たいと思っている。趣味はバスケットボール。血液型AB型、5月24日生まれ（双子座）。
大路 しずく（おおじ しずく）
声 - 釘宮理恵
職業：歌手（ユニット）
ユニット：ピッコロの1人、ひびきと並び同世代から人気が高い。飽きっぽく毒舌。そのせいで知奈と些細なことで喧嘩になる。またゲームの腕は相当なもので、アナログでもテレビでもかなり強い。趣味は囲碁、プロレス観戦。血液型AB型、9月30日生まれ（天秤座）。
藤田 真琴（ふじた まこと）
声 - 新谷良子
職業：女優（時代劇）
時代劇が好きで女優を目指す。実家は京都の一流料亭。しかしあまり外出させてもらえなかったために京都のことはそれほど詳しくない。かなりおっとりしており、超が付くほどの方向音痴。歌唱力は相当なものなのだが、何かが欠けているらしい。趣味は時代劇鑑賞。父親に芸能界入りを強く反対され、グランプリを獲れなかったら実家に帰らなければならないことになっている。悩みは専門的な練習をしたことがないこと。血液型O型、10月13日生まれ（天秤座）。
なお、芸名が同じ読みで実在の男性俳優とは関係が無いと思われる。
長澤 玲（ながさわ れい）
声 - かかずゆみ
職業：モデル
元インディーズレースクイーン、プロポーションは抜群で自分の憧れていたモデルや歌手と同様に、多くの人の象徴的な立場に憧れている。一家の一番上の長女であるためか、面倒見がよく、仲間を侮辱されると怒りを露にする。東京に美味しいタコ焼きがないことに憤慨している。歌は苦手。趣味は野球観戦、バイクツーリング。血液型A型、11月23日生まれ（射手座）。

### 第3期メンバー
いずれもゲーム版には未登場。アニメ版の主要キャラクターである。第1期・第2期と違い、職業（パート）は限定されていない。

#### スイートフィッシュスクール卒業生
「らぶドル -New Lyrics-」以前はスイートフィッシュスクール（養成所）生として登場し、見習い扱いだったが、後に第3期メンバーとなったキャラクター。
藤沢 瑠璃（ふじさわ るり）
声 - 氷青（ドラマCD） / 酒井香奈子（アニメ）
16歳。智弘の妹（当然ながら美樹の妹でもある。ただし、本質的には険悪ではないが仲は良い方ではなく、喧嘩することが多い）。なお、原作の読者参加企画ではフルネームでなく「瑠璃」と下の名前だけで呼ばれる。人懐っこいが、身長の低さが災いして子供扱いされており、水着撮影の際1人だけスクール水着を着る羽目になった。幼い頃は人見知りが激しかったが現在は克服している。目標は兄のパートナーになること。趣味はリボン収集、魔女っ子グッズ集め、アニメ鑑賞（特に魔女っ子作品が好きで、大抵の作品の「魔法の呪文」を空で言える）。トマトが苦手。血液型A型、8月26日生まれ（乙女座）。
北条 比奈（ほうじょう ひな）
声 - 森山理来（ドラマCD） / 茅原実里（アニメ）
15歳。ショコラの妹（3つ子ではない）で、熱狂とも言えるほど姉2人に憧れている。目標はショコラに追いついて、3人でユニットを組むこと。普段は穏やかだが、ショコラについて語ると突然饒舌になり、暴走した挙げ句我に返って赤面してしまう。趣味はハープ、料理。お菓子作りが特に好きだが、なぜか他の料理とは違って盛大な失敗を繰り返している（アニメ版などでは電子レンジやオーブンを度々派手に爆発させ、他の同期メンバーから恐れられている）。暗記が得意。納豆が苦手。血液型O型、3月19日生まれ（魚座）。特徴的な大きめのリボン（色は様々で主に縫い目が濃緑な灰色）にてツインテールにしている。
猫谷 海羽（ねこや みう）
声 - 後藤邑子
3期生中最年長の18歳。歌とダンスの両方をこなせる実力派だが、演技力が劣る。名前のためか猫が好き（時々語尾が「〜ニャ」になる）な事と併せて、犬の物真似すらできない。明るく活発な外見と性格によらず、好きな物（こと、人）には一途な反面嫌いな物（こと、人）には徹底的に近寄らないほど好き嫌いの激しい性格。男性アイドルとの共演が目標。趣味はミュージカル鑑賞、ネコグッズ集め。タマネギが苦手。血液型B型、8月17日生まれ（獅子座）。

#### らぶドル -New Lyrics-より登場
読者参加企画の第2部「らぶドル -New Lyrics-」で新たに登場したキャラクター。
榊 瑞樹（さかき みずき）
声 - 野川さくら
17歳。-New Lyrics-編およびアニメ版のメインヒロイン的位置付けのキャラクター。態度が冷たく意地っ張りだが、実は情に厚く、誉められるとすぐ顔に出てしまうツンデレ（というよりクーデレ）。事務所所属前は1人でストリート・ミュージシャンをしていた。父親が病死して生活に疲れ、一度は離縁していた母の明菜と因縁があった。趣味は料理。お化けや幽霊などの心霊関係が大の苦手。血液型B型、5月21日生まれ（双子座）。
野々宮 舞（ののみや まい）
声 - 桃井はるこ
らぶドル最年少の12歳、しかし芸能生活が長くませている（芸歴8年）。このため12歳ながら仕事に対しての責任感は強く、他の3期メンバーに芸能界の厳しさを教えている。また、かなりの行動力の持ち主。子供扱いされると怒り芸能生活が長いことを引き合いに出すが、甘いものを食べている時の顔は、やはり子供である。撮られ慣れているためカメラ目線が得意で、また撮る事にも興味を持ったため写真撮影が趣味になった。ニンジンが苦手。血液型O型、12月23日生まれ（山羊座）。
桐生 琴葉（きりゅう ことは）
声 - 中原麻衣
17歳。清楚で大和撫子だが一方で耳年増な一面もある。性格は明るく朗らかで、誰にでも優しく接している。既に他の芸能事務所からのデビュー経験あり。歌、ダンス、演技とすべてをオールマイティにこなすことができるが、極めることができないでいる。舞と話すとなぜか漫才の掛け合いのようになってしまう。趣味は買い物と散歩。鉄棒が得意。苦いもの全般苦手（コーヒーは砂糖を5杯入れれば飲める）。血液型O型、4月7日生まれ（牡羊座）。

### その他
西沢 祐二（にしざわ ゆうじ）
声 - 鈴木達央
アニメ版のみ登場。演出家で智弘の友人。第3期メンバーたちに厳しい指導を行うが、彼女たちの成長振りに智弘と共に喜びを見せるように。西沢の「まあまあだな」という評価は、「大変よくできました」という意味を持つ。余談だが初登場（第9話）のときとその後（第10話以降）の第3期メンバーに対する厳しい指導はかなりギャップがある（初登場時は普通のサブキャラ的な印象であった）。第12話（TV最終回）では、3期生のライブのできを「まあまあだな!」と証したがその後感動して涙を流した。第13話のライブでも、智弘と一緒に見守っていた。
榊 明菜（さかき あきな）
声 - 井上喜久子
瑞樹の実の母親。瑞樹に歌を教えたのも彼女である（父親の死後、何をしても笑ってくれなかった幼い瑞樹を、歌を歌うことで笑わせることができた）。瑞樹が幼い時、手紙を残し蒸発してしまう。その後は、田舎の港町で小さな飲食店「味処 みさき食堂」を開き、生活している。だが後に、瑞樹を置いてきてしまったことを後悔し、すぐにでも引き取りに行こうと思っていたができず、心から瑞樹に申し訳ないと思っている。アニメ第11話にて、会いに来た瑞樹に本心を語り、和解することができた。
風間（かざま）
声 - 西本理一
下の名は不明。ショコラ（北条財閥）の執事。美奈と知奈の身の回りの世話をしている。外見はとてものんびりそうに見えるが、執事の仕事は敏腕にこなす。フレンチ料理が得意。アニメ版第12話（TV最終回）では智弘に頼まれ、3期生デビューライブに招待された明菜の代わりに店の仕事を引き受けていた。第13話ではライブに招待された。
牧 陽子（まき ようこ）
声 - 山口眞弓
アニメ版のみ登場。第5話にて行われたCM撮影の監督。男勝りでかなり気が強い。出演者に指導するときは、助監督の河井のネクタイを引っ張り怒鳴りつけ、河井が代弁する。第12・13話のライブにも招待された。
河井 敬介（かわい けいすけ）
声 - 森訓久
アニメ版のみ登場。第5話にて行われたCM撮影の助監督。かなりの生真面目で、真夏の炎天下でも「普段着ですから!」と常にスーツ姿でいる。監督の牧には頭が上がらない。第12・13話のライブにも招待された。
音響監督
声 - 仲野元
唯や雪見がアフレコをしている神北スタジオ（アニメらぶドルの音楽製作をしている神南スタジオのパロディ）の音響監督。髭をはやしてメガネをかけている。第12・13話のライブにも招待された。

## ゲーム版
アイドルの頂点を決めるI-1グランプリが開催され、SFPからは「Lovely Idol」（通称：らぶドル）と呼ばれる12人の面々がエントリーする。彼女達をマネージャーとして営業・育成するゲームである。
本作品は育成シミュレーションゲームであると共に恋愛ゲーム的な要素を含んでおり、相手の好感度によってはデートをすることもできる。また、メール（PC・携帯共通）連動でオマケモードを楽しめるようになっている。

### スタッフ（ゲーム）
- ゲーム原画：ひばりヶ丘東口

### 主題歌（ゲーム）
オープニングテーマ「シアワセ革命」
歌：Lovely Idol / 作詞：尾崎雪絵 / 作曲・編曲：金井江右
アニメ版第1話（ライブシーン）の挿入歌としても使用された。

#### エンディング
エンディング曲は12人エンド、各キャラクターエンド、特別ユニットエンド（4種類）ごとに用意されている。
12人エンド「ココロの矢印は上向き」
歌：Lovely Idol / 作詞：尾崎雪絵 / 作曲・編曲：原田勝通
アニメ版第1話（ライブシーン）の挿入歌としても使用された。
あやエンド「My dream come true」
歌：日渡あや（声：川澄綾子） / 作詞：HIROMI / 作曲・編曲：景家淳
ショコラエンド「メイドMade♥」
歌：北条美奈（声：有島モユ）&北条知奈（声：河合久美） / 作詞：Duca / 作曲・編曲：安瀬聖
アニメ版第3話の挿入歌としても使用された。
唯エンド「Pure☆メロ♪Faily 〜リズムにのって〜」
歌：有栖川唯（声：野川さくら） / 作詞：HIROMI / 作曲・編曲：景家淳
あゆみエンド「泣き虫すみれ」
歌：進藤あゆみ（声：仁後真耶子） / 作詞：田久保真見 / 作曲・編曲：堀隆
アニメ版第7話の挿入歌としても使用された。
沙有紀エンド「SONG」
歌：片桐沙有紀（声：浅川悠） / 作詞：桑島由一 / 作曲・編曲：アッチョリケ
瞳子エンド「ありがとう」
歌：結城瞳子（声：桑谷夏子） / 作詞：桑島由一 / 作曲・編曲：堀隆
アニメ版第2話の挿入歌としても使用された。
ピッコロエンド「笑顔へのプロローグ」
歌：浅見ひびき（声：小林晃子）&大路しずく（声：釘宮理恵） / 作詞：Duca / 作曲・編曲：安瀬聖
アニメ版第6話の挿入歌としても使用された。
雪見エンド「スリーピングラビット」
歌：成瀬雪見（声：望月久代） / 作詞：桑島由一 / 作曲：右脳、山崎 / 編曲：右脳
真琴エンド「夢物語」
歌：藤田真琴（声：新谷良子） / 作詞：HIROMI / 作曲・編曲：景家淳
玲エンド「君を想うコト」
歌：長澤玲（声：かかずゆみ） / 作詞・作曲・編曲：安瀬聖
Cotton Candyエンド「2人がいいよ」
歌：北条美奈（声：有島モユ）&藤田真琴（声：新谷良子） / 作詞：Duca / 作曲・編曲：安瀬聖
INGエンド「稲妻レボリューション」
歌：日渡あや（声：川澄綾子）&有栖川唯（声：野川さくら）&片桐沙有紀（声：浅川悠）&長澤玲（声：かかずゆみ） / 作詞：田久保真見 / 作曲・編曲：堀隆
Wish-Wingsエンド「ポップコーン・ハートビート」
歌：進藤あゆみ（声：仁後真耶子）&成瀬雪見（声：望月久代）&浅見ひびき（声：小林晃子） / 作詞：田久保真見 / 作曲：佐藤英敏 / 編曲：大川茂伸
サルサ・デ・ボニータエンド「ラブジュエリー」
歌：結城瞳子（声：桑谷夏子）&大路しずく（声：釘宮理恵）&北条知奈（声：河合久美） / 作詞：rino / 作曲・編曲：chokixs

## アニメ版
2006年10月から12月にtvk他でUHFアニメで『らぶドル Lovely Idol』のタイトル、全12話で放送された。第3期メンバーをメインに据えた構成で、第1期＆第2期メンバーもゲストの形で登場。第3期メンバーのらぶドルデビューまでを描いている。
アニメ版の初期メンバーは、猫谷海羽・北条比奈・桐生琴葉・野々宮舞の4人であり、後に榊瑞樹・藤沢瑠璃の2人が参加する形となる。
DVD最終巻「STAGE 7」には、TV未放送の第13話が収録されている。この回では、らぶドル全期生18人、智弘・美樹・真理子・西沢・明菜・風間・音響監督（第4話登場）・牧・河井と、主要キャラクター、重要キャラクター、各話のサブキャラクターが総出演している。AT-Xで、再放送時にこの第13話が放送された。

### スタッフ（アニメ）
- 原案 - 西又葵
- 原作 - あごバリア
- 監督 - 元永慶太郎
- シリーズ構成 - 滝晃一
- キャラクターデザイン・総作画監督 - 平山まどか、堀井久美
- プロップデザイン - 岩畑剛一
- 美術監督 - 前田実
- 色彩設計 - 松山愛子
- 撮影監督 - 田中浩介
- 編集 - 櫻井崇
- 音楽 - 福井弘武
- 音響監督 - 蝦名恭範
- プロデューサー - 服部街宇、新井創士、渋谷紗織、牧陽子
- アニメーションプロデューサー - 河井敬介、先川幸矢
- アニメーション制作 - TNK、AIC A.S.T.A.
- 製作 - 『らぶドル』製作委員会（エイベックス・エンタテインメント、エンターブレイン、ポニーキャニオンエンタープライズ、フィフスアベニュー）

### 主題歌（アニメ）
オープニングテーマ「恋、はじめました!」
歌 - 野川さくら / 作詞 - アキレスKEN / 作曲・編曲 - 杉浦哲郎
エンディングテーマ「LoveLoveLoveのせいなのよ!」
歌 - らぶドル / 作詞 - 畑亜貴 / 作曲・編曲 - 森藤晶司

### 挿入歌
「果てしのない空」（第1・2・13話挿入歌）
歌 - 榊瑞樹（野川さくら） / 作詞 - 片霧烈火 / 作曲・編曲 - HIR
「WISH STARにな・あ・れ」（第6・13話挿入歌）
歌 - 桐生琴葉（中原麻衣） / 作詞 - 畑亜貴 / 作曲・編曲 - 森藤晶司
「一歩ずつ」（第6・13話挿入歌）
歌 - 野々宮舞（桃井はるこ） / 作詞 - 片霧烈火 / 作曲・編曲 - HIR
「キーポン！キーポン！」（第5・13話挿入歌）
歌 - 猫谷海羽（後藤邑子） / 作詞 - アキレスKEN / 作曲・編曲 - 杉浦哲郎
「Candy(bitter & sweet)」 （第3・13話挿入歌）
歌 - 北条比奈（茅原実里） / 作詞 - CAO / 作曲・編曲 - たくまる
「純情娘はラルラルン♪」（第4・13話挿入歌）
歌 - 藤沢瑠璃（酒井香奈子） / 作詞・作曲 - 畑亜貴 / 編曲 - 並木晃一
「HAPPY CLOVER」（第7 - 12話挿入歌）
歌 - らぶドル / 作詞 - アキレスKEN / 作曲・編曲 - 杉浦哲郎
「GO↑GO↑☆PARTY」（第13話挿入歌）
歌 - らぶドル / 作詞 - アキレスKEN / 作曲・編曲 - 森藤晶司
第1期&第2期メンバーが歌う挿入歌は、前述のゲームの主題歌を参照。

### 各話リスト
| 話数 | サブタイトル                                        | 脚本            | 絵コンテ   | 演出       | 作画監督                                          | 次回予告ナレーター                                              |
| ---- | --------------------------------------------------- | --------------- | ---------- | ---------- | ------------------------------------------------- | --------------------------------------------------------------- |
| 1    | らぶドルですか?                                     | 滝晃一          | 元永慶太郎 | 内山まな   | 平山まどか（キャラクター） 石丸賢一（レイアウト） | 桐生琴葉、野々宮舞 猫谷海羽、北条比奈                           |
| 2    | NGですか?                                           | 滝晃一          | 福多潤     | 則座誠     | 松浦剛至                                          | 榊瑞樹、北条比奈                                                |
| 3    | 前座ですか?                                         | 佐藤勝一        | 川島宏     | 浅見松雄   | 武内啓                                            | 猫谷海羽、藤沢瑠璃                                              |
| 4    | 引退ですか?                                         | 佐藤勝一        | 山田次郎   | 寺沢伸介   | 寺沢伸介                                          | 榊瑞樹、猫谷海羽                                                |
| 5    | バーターですか?                                     | 岡村直宏 滝晃一 | 森川正木   | 青柳宏宜   | 吉田肇                                            | 野々宮舞、藤沢瑠璃                                              |
| 6    | セットですか?                                       | 滝晃一          | 永元敬二郎 | 石川敏浩   | 呉良絃                                            | 榊瑞樹、桐生琴葉 野々宮舞、猫谷海羽 北条比奈、藤沢瑠璃          |
| 7    | 急展開、ですか?                                     | 滝晃一          | 吉田英俊   | 内山まな   | 服部憲知                                          | 榊瑞樹、藤沢瑠璃                                                |
| 8    | ソロですか?                                         | 佐藤勝一        | 川島宏     | 浅見松雄   | 沈宏                                              | 桐生琴葉、野々宮舞                                              |
| 9    | 解散ですか?                                         | 佐藤勝一        | 永元敬二郎 | 模財久太郎 | 大久保修、吉田肇 末廣直美、沈宏                   | 猫谷海羽、北条比奈                                              |
| 10   | 届きますか?                                         | 滝晃一          | 福多潤     | 堀内直樹   | 安藤幹彦                                          | 榊瑞樹                                                          |
| 11   | 歌・おぼえていますか?                               | 滝晃一          | 吉田英俊   | 石川敏浩   | 呉良鉱                                            | 榊瑞樹、桐生琴葉 野々宮舞、猫谷海羽 北条比奈、藤沢瑠璃          |
| 12   | はじまり（デビュー）ですか? （TV版最終回）          | 佐藤勝一        | 則座誠     | 則座誠     | 大和田直之、松浦剛至 末廣直美、沈宏               | 藤沢智弘、榊瑞樹 桐生琴葉、野々宮舞 猫谷海羽、北条比奈 藤沢瑠璃 |
| 13   | 温泉（とくてん）ですか? （DVD版とAT-X再放送時のみ） | 上江洲誠        | 元永慶太郎 | 浅見松雄   | 堀井久美 平山まどか                               | -                                                               |

※第10話と第12話の次回予告はDVD版とAT-X再放送時のみ。

### 放送局
| 放送地域   | 放送局     | 放送期間                      | 放送日時           | 放送区分       | 備考             |
| ---------- | ---------- | ----------------------------- | ------------------ | -------------- | ---------------- |
| 埼玉県     | テレ玉     | 2006年10月2日 - 12月18日      | 月曜 25:30 - 26:00 | 独立UHF局      |                  |
| 千葉県     | チバテレビ | 2006年10月2日 - 12月18日      | 月曜 26:10 - 26:40 | 独立UHF局      |                  |
| 兵庫県     | サンテレビ | 2006年10月2日 - 12月18日      | 月曜 26:10 - 26:40 | 独立UHF局      |                  |
| 神奈川県   | tvk        | 2006年10月7日 - 12月23日      | 土曜 25:30 - 26:00 | 独立UHF局      |                  |
| 日本全域   | AT-X       | 2006年10月24日 - 2007年1月9日 | 火曜 11:30 - 12:00 | CS放送         | リピート放送あり |
| 中京広域圏 | メ〜テレ   | 2006年11月17日 - 2007年2月9日 | 金曜 28:15 - 28:45 | テレビ朝日系列 |                  |

## 関連商品

### 第1部

#### シングル
| 発売日        | 商品名                                    | 規格品番  | レーベル                   | 収録内容 |
| ------------- | ----------------------------------------- | --------- | -------------------------- | --- |
| 2003年8月15日 | らぶドル debut maxi single My Little Wing | MMCC-4045 | マリン・エンタテインメント | 1. COMMUNICATION LOST?! - 歌：日渡あや（川澄綾子） 2. 光射す彼方の空 - 歌：有栖川唯（野川さくら） 3. 君からのそよ風 - 歌：ショコラ【北条美奈（福井裕佳梨）、北条知奈（河合久美）】 |
| 2004年7月22日 | シアワセ革命                              | LACM-4142 | ランティス                 | 1. シアワセ革命 - 歌：Lovely Idol 2. ココロの矢印は上向き - 歌：Lovely Idol |

#### キャラクターソング & サウンドトラック
レーベルはランティス。
| 発売日        | 商品名                                                                      | 規格品番  | 収録内容                                                                                 |
| ------------- | --------------------------------------------------------------------------- | --------- | ---------------------------------------------------------------------------------------- |
| 2005年5月25日 | 『らぶドル 〜Lovely Idol〜』ヴォーカル&サウンドトラック らぶドルShow 第一幕 | LACA-5385 | 1. 歌：らぶドル1期生（声：川澄綾子、野川さくら、仁後真耶子、浅川悠、有島モユ、河合久美） |
| 2005年6月22日 | 『らぶドル 〜Lovely Idol〜』ヴォーカル&サウンドトラック らぶドルShow 第二幕 | LACA-5398 | 1. 歌：らぶドル2期生（声：桑谷夏子、望月久代、新谷良子、かかずゆみ、小林晃子、釘宮理恵） |

#### ドラマCD
| 商品名                            | 発売日         | 規格品番  | レーベル                   | 出演 |
| --------------------------------- | -------------- | --------- | -------------------------- | --- |
| らぶドル 1st.project              | 2003年8月29日  | MMCC-4044 | マリン・エンタテインメント | らぶドル1期生（声：川澄綾子、野川さくら、仁後真耶子、浅川悠、福井裕佳梨、河合久美）、荻原秀樹、川崎恵理子、青木誠                                    |
| らぶドル 2nd.project              | 2003年10月24日 | MMCC-4046 | マリン・エンタテインメント | らぶドル2期生（声：桑谷夏子、望月久代、新谷良子、かかずゆみ、小林晃子、釘宮理恵）                                                                    |
| らぶドル Radio Project            | 2004年1月23日  | MMCC-4051 | マリン・エンタテインメント | らぶドル（声：川澄綾子、野川さくら、仁後真耶子、浅川悠、福井裕佳梨、河合久美、桑谷夏子、望月久代、新谷良子、かかずゆみ、小林晃子、釘宮理恵）         |
| らぶドル 3rd.project              | 2004年3月21日  | MMCC-4052 | マリン・エンタテインメント | らぶドル（声：川澄綾子、野川さくら、仁後真耶子、浅川悠、有島モユ、河合久美、桑谷夏子、望月久代、新谷良子、かかずゆみ、小林晃子、釘宮理恵）           |
| ドラマCD らぶドル 〜Lovely Idol〜 | 2004年11月26日 | LACA-5315 | ランティス                 | らぶドル（声：川澄綾子、野川さくら、仁後真耶子、浅川悠、有島モユ、河合久美、桑谷夏子、望月久代、新谷良子、かかずゆみ、小林晃子、釘宮理恵）、荻原秀樹 |

#### 書籍
- らぶドル 〜Lovely Idol〜 オフィシャルキャラブック（エンターブレイン刊行 ISBN 4-7577-1567-6、2003年8月22日発売）
  - 原案・イラスト：西又葵  / シナリオ：叶晃紀
- らぶドル 〜Lovely Idol〜 ビジュアルファンブック（エンターブレイン刊行 ISBN 4-7577-2381-4、2005年7月30日発売）
  - イラスト：西又葵
  - PS2版ゲームのビジュアルブック。
- らぶドル 〜Lovely Idol〜 スイートフィッシュスクール編（エンターブレイン刊行 ISBN 4-7577-2958-8、2006年9月25日発売）
  - 原案・イラスト：西又葵 / シナリオ：あごバリア
  - アニメ放映直前に発売。スイートフィッシュスクール卒業前の瑠璃・比奈・海羽の3人も登場。

### アニメ

#### 主題歌シングル
avex modeより発売。
| 発売日        | 商品名                                        | 規格品番   | 収録内容 |
| ------------- | --------------------------------------------- | ---------- | --- |
| 2006年11月1日 | 恋、はじめました！/LoveLoveLoveのせいなのよ！ | AVCA-26011 | 1. 恋、はじめました！ - 歌：野川さくら - アニメ版オープニングテーマ 2. LoveLoveLoveのせいなのよ！ - 歌：らぶドル - アニメ版エンディングテーマ |

#### キャラクターソングシングル
- 各キャラクターソングは、限定3000枚生産。6枚すべて即日出荷。また、キャラクターソングシングル6枚をすべて集めて応募すると「第12話挿入歌『HAPPY CLOVER』マキシシングルCD」がもらえたが、現在キャンペーンは終了[11]しているため入手不可だが、「HAPPY CLOVER」そのものは『らぶドル SONG BEST』（後述）にも収録されている。
- VARIETY CDシリーズ（6枚同時発売）。らぶドル3期生6人のある日を同時進行かつそれぞれの視点で追う、ドラマCD。出演：らぶドル3期生（声：野川さくら、中原麻衣、桃井はるこ、後藤邑子、茅原実里、酒井香奈子）。

| 歌手                   | 発売日         | 商品名                                                      | 規格品番   | 収録内容                                                                       |
| ---------------------- | -------------- | ----------------------------------------------------------- | ---------- | ------------------------------------------------------------------------------ |
| 榊瑞樹（野川さくら）   | 2006年11月8日  | 果てしのない空                                              | AVCA-26012 | 1. 果てしのない空 2. LoveLoveLoveのせいなのよ！（瑞樹ソロヴァージョン）        |
| 榊瑞樹（野川さくら）   | 2007年3月14日  | らぶドル VARIETY CD 1「らぶり〜できゅーとなのよ!!」瑞樹編   | AVCA-26237 |                                                                                |
| 桐生琴葉（中原麻衣）   | 2006年11月15日 | WISH STARにな・あ・れ                                       | AVCA-26013 | 1. WISH STARにな・あ・れ 2. LoveLoveLoveのせいなのよ！（琴葉ソロヴァージョン） |
| 桐生琴葉（中原麻衣）   | 2007年3月14日  | らぶドル VARIETY CD 2「らぶり〜できゅーとなのですゥ」琴葉編 | AVCA-26238 |                                                                                |
| 野々宮舞（桃井はるこ） | 2006年11月22日 | 一歩ずつ                                                    | AVCA-26014 | 1. 一歩ずつ 2. LoveLoveLoveのせいなのよ！（舞ソロヴァージョン）                |
| 野々宮舞（桃井はるこ） | 2007年3月14日  | らぶドル VARIETY CD 3「らぶり〜できゅーとなのだあ!」舞編    | AVCA-26239 |                                                                                |
| 猫谷海羽（後藤邑子）   | 2006年11月29日 | キーポン！キーポン！                                        | AVCA-26015 | 1. キーポン！キーポン！ 2. LoveLoveLoveのせいなのよ！（海羽ソロヴァージョン）  |
| 猫谷海羽（後藤邑子）   | 2007年3月14日  | らぶドル VARIETY CD 4「らぶり〜できゅーとなのニャ!」海羽編  | AVCA-26240 |                                                                                |
| 北条比奈（茅原実里）   | 2006年12月6日  | Candy(bitter&sweet)                                         | AVCA-26016 | 1. Candy(bitter & sweet) 2. LoveLoveLoveのせいなのよ！（比奈ソロヴァージョン） |
| 北条比奈（茅原実里）   | 2007年3月14日  | らぶドル VARIETY CD 5「らぶり〜できゅーとなのですよ」比奈編 | AVCA-26241 |                                                                                |
| 藤沢瑠璃（酒井香奈子） | 2006年12月13日 | 純情娘はラルラルン♪                                         | AVCA-26017 | 1. 純情娘はラルラルン♪ 2. LoveLoveLoveのせいなのよ！（瑠璃ソロヴァージョン）   |
| 藤沢瑠璃（酒井香奈子） | 2007年3月14日  | らぶドル VARIETY CD 6「らぶり〜できゅーとなのデ〜ス」瑠璃編 | AVCA-26242 |                                                                                |

#### ベストアルバム
| #  | 収録曲                         | 歌手                   | 備考                     |
| -- | ------------------------------ | ---------------------- | ------------------------ |
| 1  | 「LoveLoveLoveのせいなのよ！」 | らぶドル               | アニメエンディングテーマ |
| 2  | 「GO↑GO↑☆PARTY」               | らぶドル               | 第13話挿入歌             |
| 3  | 「HAPPY CLOVER」               | らぶドル               | 第7 - 12話挿入歌         |
| 4  | 「果てしのない空」             | 榊瑞樹（野川さくら）   | 第1・2・13話挿入歌       |
| 5  | 「Candy(bitter&sweet)」        | 北条比奈（茅原実里）   | 第3・13話挿入歌          |
| 6  | 「純情娘はラルラルン♪」        | 藤沢瑠璃（酒井香奈子） | 第4・13話挿入歌          |
| 7  | 「キーポン！キーポン！」       | 猫谷海羽（後藤邑子）   | 第5・13話挿入歌          |
| 8  | 「WISH STARにな・あ・れ」      | 桐生琴葉（中原麻衣）   | 第6・13話挿入歌          |
| 9  | 「一歩ずつ」                   | 野々宮舞（桃井はるこ） | 第6・13話挿入歌          |
| 10 | 「恋、はじめました！」         | 野川さくら             | オープニングテーマ       |

#### DVD初回限定版特典CD
らぶドル LOVELY IDOL SPECIAL CD 1
1. 新曲「GO↑GO↑☆PARTY」歌：らぶドル[メンバー 2]＜第13話のライブ挿入歌＞
2. 「GO↑GO↑☆PARTY」カラオケVer
3. 「らぶドル」おまけ]劇場1「隕石ですか?」

らぶドル LOVELY IDOL SPECIAL CD 2
1. 「果てしのない空 AG.Ver」歌：榊瑞樹＜第1、2話挿入歌＞
2. 「恋、はじめました！」（TVサイズ）
3. 「魔法使いサニー」ショートドラマ
4. 「らぶドル」おまけ劇場2「アンア〜ンですか?」

らぶドル LOVELY IDOL SPECIAL CD 3
1. 「LoveLoveLoveのせいなのよ！」（アニメライブ版）歌：らぶドル＜第3話のライブ挿入歌[注 1]＞
2. 「LoveLoveLoveのせいなのよ！」（TVサイズ）
3. 「らぶドル」おまけ劇場3「続編ですか?」

らぶドル LOVELY IDOL SPECIAL CD 4
1. 「HAPPY CLOVER」（アニメライブ版）歌：らぶドル＜第12話のライブ挿入歌＞
2. 「GO↑GO↑☆PARTY」（アニメライブ版）歌：らぶドル＜第13話のライブ挿入歌＞
3. 「らぶドル」おまけ劇場4「聞こえてますか?」

らぶドル LOVELY IDOL SPECIAL CD 5
1. 新曲「ハジマリへの翼」歌：榊瑞樹
2. 「ハジマリへの翼」カラオケVer
3. 「らぶドル」おまけ劇場5「コンビですか?」

らぶドル LOVELY IDOL SPECIAL CD 6
1. 新曲「Dreaming Now」歌：桐生琴葉＆野々宮舞
2. 「Dreaming Now」カラオケVer
3. 「らぶドル」おまけ劇場6「癒しですか?」

らぶドル LOVELY IDOL SPECIAL CD 7
1. 新曲「ふれっしゅハァトを召しあがれ」歌：猫谷海羽＆北条比奈＆藤沢瑠璃
2. 「ふれっしゅハァトを召しあがれ」カラオケVer
3. 「らぶドル」おまけ劇場7「お終いですか?」

#### サウンドトラック
LOVELY IDOL ORIGINAL SOUND TRACK
（2006年12月21日、ランティス / LACA-5590）
- アニメ『らぶドル Lovely Idol』のBGM・挿入歌（ゲーム版主題歌、歌：らぶドル1期生）共に31曲収録。

#### ドラマCD
LOVELY IDOL DRAMA CD 歌は素敵なプレゼント
（2007年1月11日、ランティス / LACA-5595）
- アニメ『らぶドル Lovely Idol』のアフターストーリー。デビュー後の、らぶドル3期生1人1人をフィーチャー。
出演：らぶドル3期生（声：野川さくら、中原麻衣、桃井はるこ、後藤邑子、茅原実里、酒井香奈子）＆藤沢智弘（声：荻原秀樹）。

### アニメ関連DVD
| 発売日         | タイトル              | 収録話 | 規格品番    | 特典                                     | 出演者 | 備考                                                           |
| 声優実写       | 声優実写              | 声優実写 | 声優実写    | 声優実写                                 | 声優実写 | 声優実写                                                       |
| -------------- | --------------------- | --- | ----------- | ---------------------------------------- | --- | -------------------------------------------------------------- |
| 2006年10月18日 | らぶドル Prologue DVD | 『らぶドル』の世界・『らぶドル』ヒストリー紹介・『らぶドル』の魅力・『らぶドル』テレビアニメ開始・第1話アニメダイジェスト収録。 | AVBA-22996  | 西又葵イラスト写真集（28P）＆特製収納BOX | ナビゲーター：酒井香奈子（藤沢瑠璃役） |                                                                |
| 2007年1月26日  | らぶドルTV 先行版     | インターネットテレビ番組『らぶドルTV』#1,#2（なお、「らぶドルニュース」、「お知らせコーナー」は収録されていない。）             | LOVEDT-0001 | 映像特典：ジェンガ対決超ロングVer        | 野川さくら（榊瑞樹役）、酒井香奈子 | 「らぶドルニュース」、「お知らせコーナー」は収録されていない。 |
| 2007年5月25日  | らぶドルTV 総集編     | らぶドルTV」全8回 | FCBV-0004   | 映像特典：未公開トーク                   | メインパーソナリティ： 野川さくら 酒井香奈子 ゲスト： 桃井はるこ（野々宮舞役、#3,#4） 茅原実里（北条比奈役、#5,#6） 後藤邑子（猫谷海羽役、#7,#8） | 「らぶドルニュース」、「お知らせコーナー」は収録されていない。 |

| 巻     | 発売日         | タイトル                     | 収録話     | 規格品番                                        | 特典 |
| アニメ | アニメ         | アニメ                       | アニメ     | アニメ                                          | アニメ |
| ------ | -------------- | ---------------------------- | ---------- | ----------------------------------------------- | --- |
| 1      | 2006年12月27日 | らぶドル Lovely Idol STAGE 1 | 第1・2話   | AVBA-26060/B（初回限定版） AVBA-26061（通常版） | 映像特典「らぶドルDAY」後藤・茅原・酒井イベントレポート。【初回限定版のみ：SPECIAL CD 1・特製ブックレット（カラー8P）1&2期・デスクトップPOP（らぶドル集合） 同梱】         |
| 2      | 2007年1月31日  | STAGE 2                      | 第3・4話   | AVBA-26062/B（初回限定版） AVBA-26063（通常版） | 映像特典：完成披露試写会イベントレポート。【初回限定版のみ：SPECIAL CD 2・特製ブックレット（カラー8P）瑞樹編・デスクトップPOP（瑞樹） 同梱】                               |
| 3      | 2007年1月31日  | STAGE 3                      | 第5・6話   | AVBA-26064/B（初回限定版） AVBA-26065（通常版） | 映像特典：2006年11月野川さくらイベントレポート。【初回限定版のみ：SPECIAL CD 3・特製ブックレット（カラー8P）琴葉編・デスクトップPOP（琴葉） 同梱】                         |
| 4      | 2007年2月28日  | STAGE 4                      | 第7・8話   | AVBA-26066/B（初回限定版） AVBA-26067（通常版） | 映像特典：2006年12月イベントレポートPART1。【初回限定版のみ：SPECIAL CD 4・特製ブックレット（カラー8P）舞編・デスクトップPOP（舞） 同梱】                                  |
| 5      | 2007年2月28日  | STAGE 5                      | 第9・10話  | AVBA-26068/B（初回限定版） AVBA-26069（通常版） | 映像特典：2006年12月イベントレポートPART2。【初回限定版のみ：SPECIAL CD 5・特製ブックレット（カラー8P）海羽編・デスクトップPOP（海羽） 同梱】                              |
| 6      | 2007年3月28日  | STAGE 6                      | 第11・12話 | AVBA-26070/B（初回限定版） AVBA-26071（通常版） | 映像特典：スタッフ座談会。【初回限定版のみ：SPECIAL CD 6・特製ブックレット（カラー8P）比奈編・デスクトップPOP（比奈） 同梱】                                               |
| 7      | 2007年3月28日  | STAGE 7                      | 第13話     | AVBA-26072/B（初回限定版） AVBA-26073（通常版） | 映像特典「らぶドル」ミュージックTV・らぶドル声優座談会最終回スペシャル。【初回限定版のみ：SPECIAL CD 7・特製ブックレット（カラー8P）瑠璃編・デスクトップPOP（瑠璃） 同梱】 |

### ライブ映像
2007年3月4日に行われたライブ「らぶドル First Live in 横浜BLITZ」の模様を収めたDVD。OP、ED、挿入歌、キャラクターソングの12曲とアンコール2曲の全14曲に加え、関係者を交えたトーク、スペシャルドラマ「ライブ限定、ですか?」を収録。
- 出演 - 野川さくら、中原麻衣、桃井はるこ、後藤邑子、茅原実里、酒井香奈子
- ゲスト - 荻原秀樹、西又葵、あごバリア、滝晃一、平山まどか、新井創士
- Back Band - 目木とーる(Guitar)、BACKY(Bass)、熊丸久徳(Drums)、岩瀬聡志(Keyboards)
- 初回限定生産 ライブPhotoブックレット（24P）＆特製収納BOX同梱。

### 書籍（第2部）
- らぶドル 〜solo etude〜 featuring Mai Nonomiya（ファミ通文庫刊行 ISBN 4-7577-3004-7、2006年10月30日発売）
  - 著：深川拓 / カバーイラスト：西又葵 / 挿絵：羽純りお

## 関連番組
らぶドル・スイートフィッシュカフェ
アニメイトTVにて配信されたインターネットラジオ番組。2003年4月17日より配信開始され、2003年8月7日配信の第16回で最終回を迎えた。パーソナリティは川澄綾子と桑谷夏子。
マジキュー ラブラドールリボルバー
ラジオ関西にて2004年4月3日より放送開始されたラジオ番組。2005年7月よりインターネットラジオへと移行し、ランティスウェブラジオで2007年3月30日まで配信された。パーソナリティは新谷良子。
らぶドルTV
アニメイトTVにて2006年9月28日 - 2007年1月11日に配信されたインターネットテレビ番組。パーソナリティは榊瑞樹役の野川さくらと藤沢瑠璃役の酒井香奈子。ゲストは以下の通り。
- 桃井はるこ（#3,4）
- 茅原実里（#5,6）
- 後藤邑子（#7,8）

## 主な関連イベント
- 2006年9月24日、エンターブレイン本社ビルイベントホール内にて、アニメ第1話の試写会および主要声優陣や西又葵をゲストに交えてのイベントが2部に分けて開かれた（第1部は応募制、第2部は関東アニメイトで先行DVD購入者に整理券配布）。
- 2007年3月4日には横浜BLITZにて昼の部と夜の部に分けての本格的なイベントおよびライブが開かれた。前者は関東地区のアニメショップなどで招待券がDVD購入者に配布され、内容は歌とトーク主体の構成。後者はチケットが全国発売され、第3期メンバーによるライブと言う設定下で進行され、アンコールを含め14曲歌われた。途中、出演者による公開アフレコや、主だった関係者を交えてのトーク（西又葵が『7人目の第3期メンバー』的に扱われたり、途中、当日体調不良で欠席していた蝦名恭範音響監督からの手紙も読まれた）なども行われた。なお、この模様のDVD（夜の部のみ収録）が同年7月25日に発売された。
- 2007年3月24日には東京国際アニメフェア2007（東京国際展示場）でも特設ステージにて6人のライブが、エイベックスブースにてトークショーが行われた（後者は物販で先着グッズ2000円以上購入者に優先参加券を配布）。6人全員でのイベントはこれで最後かもしれないと言われているが、また行われるかは今後の声援次第であるという。